# 김민우 (축구 선수)
김민우(金民友, 1990년 2월 25일 ~ )은 대한민국의 축구 선수로 포지션은 공격형 미드필더, 왼쪽 풀백, 왼쪽 윙어이며 현재 수원 삼성 블루윙즈 소속이다.

## 클럽 경력
2009년 10월 연세대학교 축구부에 소속이던 김민우는 2010 K리그 드래프트에 신청하지 않은 이유에 대해 "프로 무대에 데뷔하기는 아직 이르다."라고 밝혔으나 얼마 지나지 않은 11월 연세대와 상의 없이 PSV 에인트호번과 무단 접촉하여 입단 테스트를 받았다. 하지만 이는 결렬되었고, 30일 연세대학교로부터 퇴출되었다. PSV 입단도 실패하고 연세대에서도 퇴출당하고 K리그 드래프트도 신청하지 않아 소속팀이 없는 신세가 되자 2010년 1월, 일본 J리그 디비전 2의 사간 도스에 입단하였다.
2016 시즌을 끝으로 군 문제를 해결하기 위해 사간 도스를 떠나 K리그에 진출할 것임을 밝혔다.
12월 8일 수원 삼성 블루윙즈와 1년 계약을 맺고 입단하였다. 이 때 2년 전 한솥밥을 먹었던 최성근과 수원에서 다시 만나게 되었다.
2017 시즌 후, 군 문제를 해결하기 위해 상주 상무에 입대하였고, 2019 시즌 중에 군 복무를 마치고 수원으로 복귀하였다.
2021 시즌을 앞두고 수원의 새로운 주장으로 임명되었다.
2022 시즌을 앞두고 중국 슈퍼리그의 청두 룽청에 입단했다.
2024 시즌을 앞두고 은사였던 홍명보의 부름을 받아 울산 HD 이적을 통해 국내로 복귀하였고, 곧바로 울산의 부주장으로 선임되었다.
2025 시즌 중 여름이적시장 마감일을 앞두고 4년 만에 수원으로 돌아왔다.

## 국가대표팀 경력
2009년 FIFA U-20 월드컵에서 국가대표로 선발되어, 독일과의 경기에서 동점골을 넣는 등 8강에 일조하며 맹활약하였다. 대회에서 아시아 선수 최초로 총 3골을 넣으며, FIFA 주관 단일 대회 아시아인 최다골을 기록하는 등, 득점 랭킹에서도 프란 메리다등과 어깨를 나란히 하며 공동 7위에 올랐다.
2010년 8월 11일 열린 나이지리아전을 앞두고 처음으로 성인 대표팀에 선발되었으며 그 후 2013년 EAFF 동아시안컵에서, 중국과의 첫 경기에서 A매치 데뷔전을 치렀다. 2014년 1월 26일 미국 LA에서 열린 코스타리카와의 평가전에서 좋은 모습을 보이면서 대표팀의 새해 첫 승을 이끌었다.
10월 10일에 있었던 파라과이와의 친선경기에서 A매치 데뷔골을 성공시켰고 동시에 울리 슈틸리케 감독이 선임된 후 첫 골을 넣은 선수가 되었다. 이후 남태희의 추가골로 대한민국은 2:0으로 승리했다.
2015 AFC 아시안컵에 참가하였으며 2015년 2015 동아시안컵에 참가하는 대한민국 대표팀 최종 명단에 포함되었다.
2018년 6월 2일 러시아 월드컵 최종 23인 명단에 들었다. 18일 스웨덴전에서 경기 중 장현수의 범실로 인한 박주호의 부상으로 긴급히 출전했다. 결국 후반 19분 페널티킥에서 페널티 라인 안에서 태클로 인해 페널티킥을 내줘 실점하게 된다. 이로 인해 3차전이었던 독일전에서는 그를 대신하여 홍철이 기용되었다.

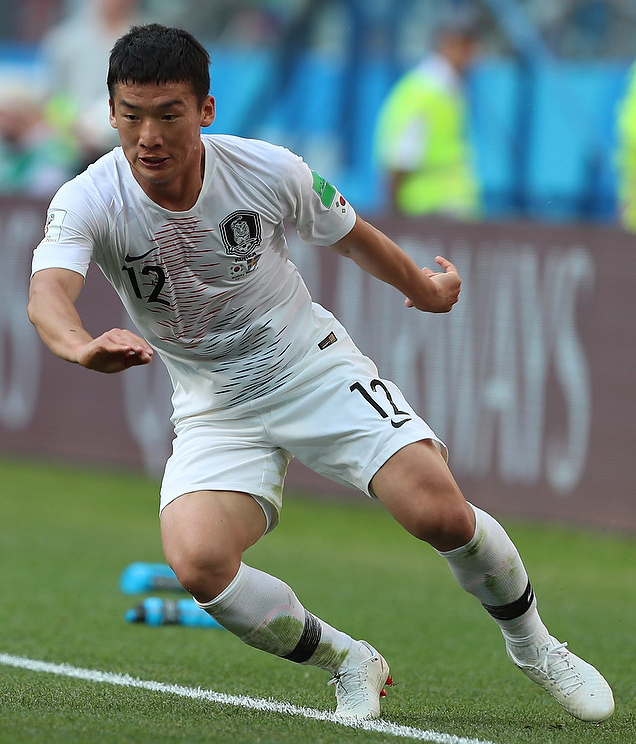
2018년 6월 18일 2018년 러시아 월드컵 스웨덴 전의 김민우
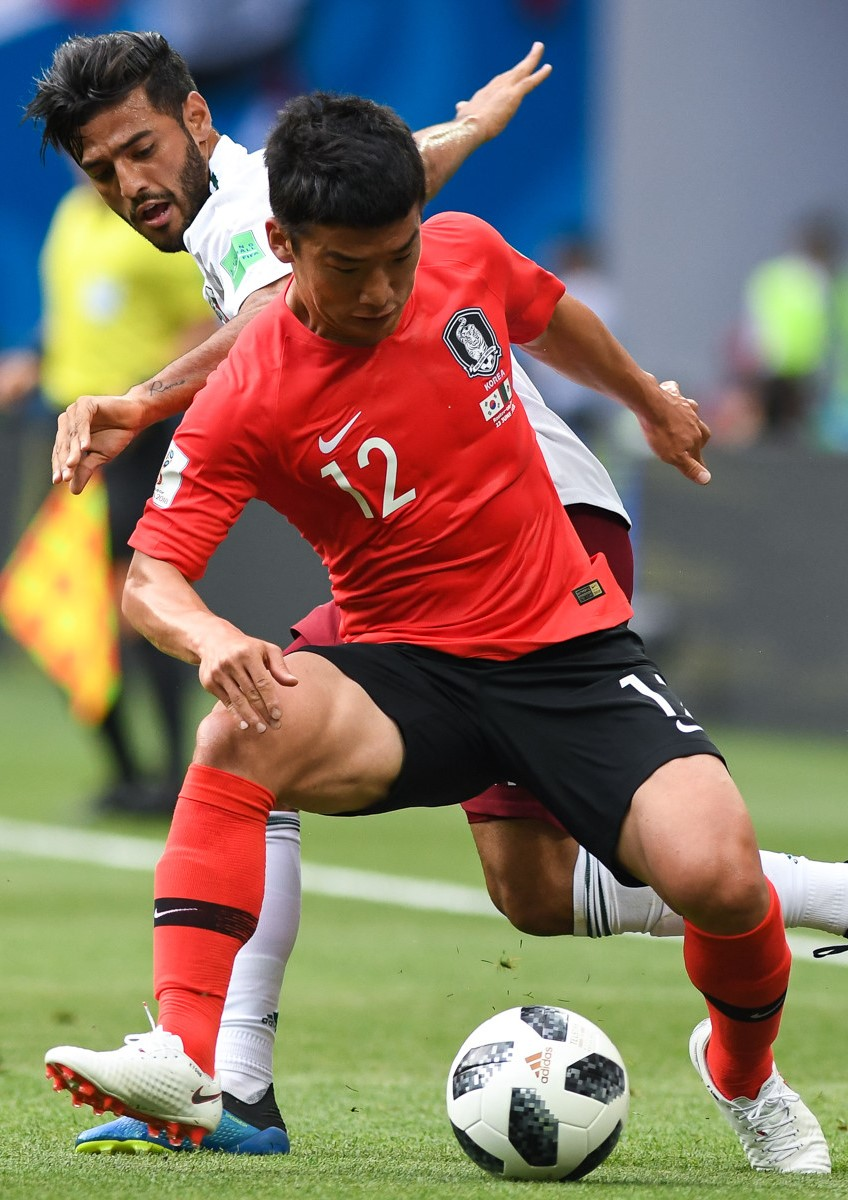
2018년 6월 23일 2018년 러시아 월드컵 멕시코 전의 김민우

### 국가대표 득점 기록
| # | 경기일     | 경기장소       | 상대팀   | 득점 | 결과 | 비고      |
| - | ---------- | -------------- | -------- | ---- | ---- | --------- |
| 1 | 2014/10/10 | 대한민국, 천안 | 파라과이 | 1-0  | 2-0  | 친선 경기 |